# Girolamo Piatti
Girolamo Piatti, nato Ottavio (Milano, 1548 – Roma, 14 agosto 1591), è stato un gesuita e scrittore italiano.

## Biografia
Studiò diritto a Pavia senza mai conseguire il titolo. Recatosi a Milano per aderire all'ordine cappuccino, trovò l'obiezione del padre, dunque dovette attendere il 1568, quando dopo un soggiorno a Roma decise di seguire la Compagnia di Gesù. Durante il noviziato, cambiò il nome in Girolamo, come suo padre, e fu compagno del futuro santo Stanislao Kostka per poi pronunciare i voti nell'ordine ignaziano (29 maggio 1583). 
Nel corso della sua vita ricoprì vari incarichi: fu aiutante del segretario della Compagnia Diego Jiménez, segretario dell'assistente di Germania e Francia e maestro dei novizi. Tra i novizi ebbe personaggi come Luigi Gonzaga e lo scozzese William Elphinstone. Piatti prese appunti sulla vita del Gonzaga pubblicando Vocatio Aloysii Gonzagae ad Societatem Jesu per poi scrivere nel 1584 la biografia dello scozzese Vita Gugliemi Elphinstonij novitii Societatis Iesu. 
Tra le sue opere più importanti e che hanno raggiunto una certa diffusione va anche ricordato una trattato in lingua latina sulla vita religiosa, il De bono status religiosi. L'opera, composta da tre volumi - utilità, dignità e giocondità dello stato religioso - si sofferma sulla funzione del chierico regolare, dedito al servizio di Dio e al rifiuto dei beni materiali, che per Piatti rappresenta la perfezione cristiana. In seguito scrisse su fogli sparsi, andati poi perduti, un trattato sul matrimonio, il De bono status conjugalis. 
Sull'onda degli avventi storici e dunque della Riforma protestante, la quale aveva attaccato l'immagine degli uomini di Chiesa coinvolti in potere e ricchezze, il Piatti editò il De cardinalis dignitate et officio, trattato che meglio ridefiniva il ruolo del cardinale. Questo tipo di trattatistica si sviluppò verso la fine del Cinquecento proprio per contrastare e meglio definire le qualità morali che un uomo della chiesa, in questo caso il cardinale, avrebbe dovuto avere per meglio svolgere le proprie funzioni. Nel De cardinalis dignitate et officio, il Piatti elenca e descrive i comportamenti e lo stile di vita del cardinale, che viene identificato come il modello da seguire perché esempio di moderazione. Inoltre dedica un'ampia descrizione alla dignitas cardinalizia la quale "colloca i porporati in una posizione immediatamente successiva a quella del sovrano pontefice e comunque superiore a qualsiasi altra, vista anche la generale superiorità della dignità ecclesiastica rispetto a quella secolare. Il gesuita milanese si pronuncia inoltre a favore della concezione dello jus divinum cardinalatus e riconosce al cardinale una responsabilità che va ben oltre il governo della Chiesa ma che si estende a un ruolo di protezione e di guida dell'intera umanità".
Si spense a Roma il 14 agosto 1591.

## Opere
- Vocatio Aloysii [Gonzagae] ad Societatem Iesu scripta anno primo tirocinii eius per Hieronymum Platum S.J. tunc confessarium ejusdem, in Acta Sanctorum, 1883.
- Vita Gugliemi Elphinstonij novitii Societatis Iesu, 1584.
- Hieronymi Plati ex Societate Jesu de bono status religiosi libri tres, Romae, apud Jacobum Tornerium, 1590.
- De bono status conjugalis.
- (LA) De cardinalis dignitate et officio, Roma, Giovanni Zempel, 1746.